# Myoxanthus mejiae
Myoxanthus mejiae är en orkidéart som först beskrevs av Leslie Andrew Garay och Galfrid Clement Keyworth Dunsterville, och fick sitt nu gällande namn av Carlyle August Luer. Myoxanthus mejiae ingår i släktet Myoxanthus och familjen orkidéer. Inga underarter finns listade i Catalogue of Life.